# ایزابل آلن
ایزابل آلن (انگلیسی: Isabelle Allen؛ زادهٔ ۱۶ مارس ۲۰۰۲) یک هنرپیشه است.
از فیلم‌ها یا برنامه‌های تلویزیونی که وی در آن نقش داشته است می‌توان به بی‌نوایان اشاره کرد.